# Андрей Иванов (руски футболист)
Андрей Иванов (на руски: Андрей Иванов) е съветски и руски футболист. Почетен майстор на спорта на СССР (1990).

## Кариера
Известен е с престоя си в Спартак Москва. Играе в националните отбори на СССР, ОНД и Русия. В националния отбор на страните от ОНД играе на Евро 1992. През ноември 1993 г., той става един от 14-те играчи на „Сборная“, които подписват отворено писмо до съветника по спорта на президента на Руската федерация Шамил Тарпищев, искайки оставката на треньора Павел Садирин. В началото на 1994 г. е сред 7-те играчи отзовали своя подпис, с надеждата да се върнат в отбора преди Световното първенство в САЩ, но повече за руския отбор, той не е повикан.
През 1997 г. Иванов подписва договор с Тирол, в който играе и Станислав Черчесов.
След края на кариерата си през 2000 г. той се чувства безполезен. Иванов започва да злоупотребява с алкохола. Работи като охранител в магазин и училище, където е уволнен за пиянство. Умира внезапно на 19 май 2009 г.

### Личен живот
Иванов е женен, има син – Иван, роден през 1996 г. Когато започва да злоупотребява с алкохола, съпругата му Наталия се опитва да му помогне, но без успех. По-късно, през 2000 г. те се развеждат.

## Отличия

### Отборни
Спартак Москва
- Съветска Висша лига: 1989
- Руска Премиер лига: 1992, 1993
- Купа на СССР по футбол: 1992